# Série de championnat de la Ligue américaine de baseball 2016

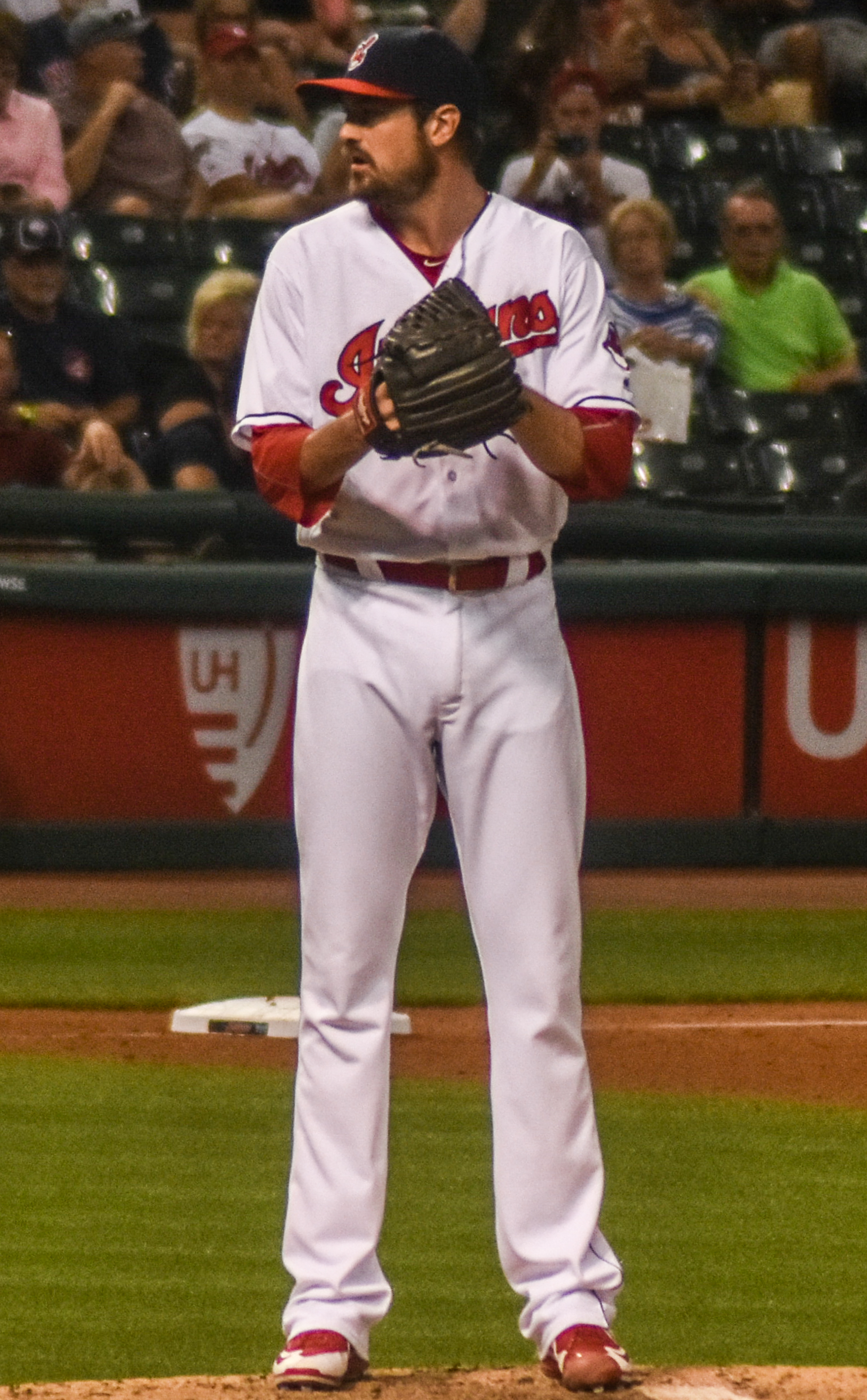
Andrew Miller est le joueur par excellence de la Série de championnat 2016.

La Série de championnat de la Ligue américaine de baseball 2016 est la 47e série finale de la Ligue américaine de baseball, dont l'issue détermine le représentant de cette ligue à la Série mondiale 2016, la grande finale des Ligues majeures de baseball. 
Cette série au meilleur de sept parties est jouée du vendredi 14 octobre au mercredi 19 octobre 2016. Les Indians de Cleveland l'emportent sur les Blue Jays de Toronto quatre matchs à un pour accéder à la Série mondiale 2016. Le lanceur de relève gaucher Andrew Miller de Cleveland est le joueur par excellence de la Série de championnat 2016.

## Équipes en présence
L'identité des équipes qui s'affrontent en Série de championnat est déterminée par l'issue des Séries de divisions de la Ligue américaine, qui ont lieu quelques jours auparavant. L'avantage du terrain pour la série est accordé au club ayant présenté la meilleure fiche victoires-défaites en saison régulière 2016, celui-ci devenant l'équipe hôte pour les deux premiers matchs de la série, ainsi que les sixième et septième rencontres s'ils s'avèrent nécessaires.

## Déroulement de la série

### Calendrier des rencontres
La première équipe à remporter quatre victoires est sacrée championne de la Ligue américaine et la représente en Série mondiale 2016. La tête de série, qui est le club parmi les deux participants ayant remis la meilleure fiche victoires-défaites en saison régulière, détient l'avantage du terrain et reçoit son adversaire dans les matchs #1, 2, 6 et 7.
| Match | Date       | Visiteur             | Hôte                 | Score |
| ----- | ---------- | -------------------- | -------------------- | ----- |
| 1     | 14 octobre | Blue Jays de Toronto | Indians de Cleveland | 0 - 2 |
| 2     | 15 octobre | Blue Jays de Toronto | Indians de Cleveland | 1 - 2 |
| 3     | 17 octobre | Indians de Cleveland | Blue Jays de Toronto | 4 - 2 |
| 4     | 18 octobre | Indians de Cleveland | Blue Jays de Toronto | 1 - 5 |
| 5     | 19 octobre | Indians de Cleveland | Blue Jays de Toronto | 3 - 0 |

### Match 1
Vendredi 14 octobre 2016 au Progressive Field, Cleveland, Ohio.
| Blue Jays de Toronto | 0 | 0 | 0 | 0 | 0 | 0 | 0 | 0 | 0 | 0 | 7 | 0 |
| Indians de Cleveland | 0 | 0 | 0 | 0 | 0 | 2 | 0 | 0 | X | 2 | 6 | 0 |
| Lanceurs partants : TOR : Marco Estrada CLE : Corey Kluber Vic. : Corey Kluber (1-0) Déf. : Marco Estrada (0-1) Sauv. : Cody Allen (1) HRs: CLE : Francisco Lindor (1) |   |   |   |   |   |   |   |   |   |   |   |   |

### Match 2
Samedi 15 octobre 2016 au Progressive Field, Cleveland, Ohio.
| Blue Jays de Toronto | 0 | 0 | 1 | 0 | 0 | 0 | 0 | 0 | 0 | 1 | 3 | 1 |
| Indians de Cleveland | 0 | 1 | 1 | 0 | 0 | 0 | 0 | 0 | 0 | 2 | 4 | 0 |
| Lanceurs partants : TOR : J. A. Happ CLE : Josh Tomlin Vic. : Josh Tomlin (1-0) Déf. : J. A. Happ (0-1) Sauv. : Cody Allen (2) HRs: CLE : Carlos Santana (1) |   |   |   |   |   |   |   |   |   |   |   |   |

### Match 3
Lundi 17 octobre 2016 au Centre Rogers, Toronto, Ontario.
| Indians de Cleveland | 1 | 0 | 0 | 1 | 0 | 2 | 0 | 0 | 0 | 4 | 7 | 0 |
| Blue Jays de Toronto | 0 | 1 | 0 | 0 | 1 | 0 | 0 | 0 | 0 | 2 | 7 | 0 |
| Lanceurs partants : CLE : Trevor Bauer TOR : Marcus Stroman Vic. : Bryan Shaw (1-0) Déf. : Marcus Stroman (0-1) Sauv. : Andrew Miller (1) HRs : CLE : Mike Napoli (1), Jason Kipnis (1) TOR : Michael Saunders (1) |   |   |   |   |   |   |   |   |   |   |   |   |

### Match 4
Mardi 18 octobre 2016 au Centre Rogers, Toronto, Ontario.
| Indians de Cleveland | 0 | 0 | 0 | 0 | 1 | 0 | 0 | 0 | 0 | 1 | 2 | 1 |
| Blue Jays de Toronto | 0 | 0 | 1 | 1 | 0 | 0 | 2 | 1 | 0 | 5 | 9 | 0 |
| Lanceurs partants : CLE : Corey Kluber TOR : Aaron Sanchez Vic. : Aaron Sanchez (1-0) Déf. : Corey Kluber (1-1) HRs: TOR : Josh Donaldson (1) |   |   |   |   |   |   |   |   |   |   |   |   |

### Match 5
Mercredi 19 octobre 2016 au Centre Rogers, Toronto, Ontario.
| Indians de Cleveland | 1 | 0 | 1 | 1 | 0 | 0 | 0 | 0 | 0 | 3 | 6 | 0 |
| Blue Jays de Toronto | 0 | 0 | 0 | 0 | 0 | 0 | 0 | 0 | 0 | 0 | 6 | 1 |
| Lanceurs partants : CLE : Ryan Merritt TOR : Marco Estrada Vic. : Bryan Shaw (2-0) Déf. : Marco Estrada (0-2) Sauv. : Cody Allen (3) HRs : CLE : Carlos Santana (2), Coco Crisp (1) |   |   |   |   |   |   |   |   |   |   |   |   |